# Горные зори
«Горные Зори» — массовая общественно-политическая газета Солонешенского района, издаётся в Солонешном с 1932 года. В 1933—1962 гг. носила название «За социалистическое животноводство». Основные тематика издания — новости политической и социально-экономической жизни района, образования, культуры, медицины, спорта, погода. На страницах газеты печатаются официальные документы администрации района и районного совета депутатов, а также муниципальные правовые акты.

## История
В 1930—1931 г. по указанию ЦК ВКП(б) с целью идеологического обеспечения коллективизации в сельских районах СССР начали создавать многотиражные колхозно-совхозные газеты. Осенью 1931 г. бюро Солонешенского райкома ВКП(б) принимает решение организовать выпуск районной многотиражки «За социалистическое животноводство». Периодичность издания составляла один раз в неделю, тираж 200 экземпляров. Первый номер газеты вышел в феврале 1932 года и был посвящён очередной годовщине создания Красной Армии.
Первоначально типография, в которой выпускалась газета, размещалась в с. Степное, а в 1936 г. была переведена в Солонешное. К октябрю 1937 г. тираж составлял 1542 экземпляров.
С началом Великой Отечественной войны газета редакция перестраивает работу: многие её сотрудники ушли на фронт, газета перешла на уменьшенный формат. Основным содержанием газеты становятся сводки Совинформбюро, информация о работе в тылу, письма фронтовиков и ответы им земляков из Солонешенского района.
После войны полиграфическая база газеты долгое время оставалась полукустарной. Существовали шрифтовые кассы, текст набирался вручную, колесо печатной машины вручную вращали два крутильщика.
18 апреля 1962 г. в связи с ликвидацией района газета «За социалистическое животноводство» ликвидируется. Работа издания возобновилась через три года, 1 апреля 1965 г. под названием «Горные зори». Осуществляется переоснащение полиграфической базы, в типографии появляются линотипы, бумагорезательная машина, аппарат для изготовления клише на цинке, новые печатные машины, автомобиль.
В 1984 г. редакция и типография были переведены в реконструированное здание бывшей районной больницы (ул. Сухова, д. 33). В мае 2011 г. газета переведена на компьютерный набор и верстку, печать — на офсетную технологию.
По состоянию на май 2014 года объём газеты составляет 1,5 печатного листа, тираж — 2300 экземпляров.